# 草花里樹
草花里樹（日语：くさか里樹，1958年6月9日—），日本漫畫家，著有《看護工向前衝》、《THE FIVE籃球之星》等作品。

## 經歷
高知縣高岡郡日高村出身。追手前高等學校畢業後，一邊在安養院工作，一邊向漫畫雜誌投稿。1980年作品入選《別冊少女コミック》應募活動而出道。
2003年開始連載《看護工向前衝》，描述以日本高齡者的看護為題材，指出高齡化社會中的種種問題。2011年以該作品獲得第40屆日本漫畫家協會賞之大賞。

## 筆名
草花里樹本名為佐藤廣子，筆名取自出身地日高村地名「日下（くさか）」，以及她欣賞的演員許冠英之英文名字「Ricky」，但常被誤會是「割草機（草刈り機）」的讀音。